# O3 (Odense)
De O3 of Ringvej 3 (Nederlands: Ringweg 3) is een ringweg om de Deense stad Odense. De O3 vormt de oostelijke randweg van de stad en ligt in het verlengde van de Primærrute 9, die als Svendborgmotorvejen verder loopt naar Svendborg. De weg begint bij Bullerup en eindigt bij Neder Holluf.
De O3 is uitgevoerd als enkelbaans autoweg. Er is bij de aanleg rekening gehouden met een mogelijke uitbreiding naar twee rijbanen. De weg heeft alleen ongelijkvloerse kruisingen.